# Viés da autoconveniência
Viés da autoconveniência, viés autosservidor ou de autosserviço, tendenciosidade autosservidora ou egotismo é a tendência dos indivíduos de atribuir seus sucessos a fatores internos, como inteligência, esforço etc. enquanto atribuem seus fracassos a fatores externos, como azar ou incompetência alheia.
Essa tendência é mais comum de ocorrer em situações ambíguas, onde as razões para o resultado obtido são menos evidentes. Em situações como essas, as pessoas tendem a fazer atribuições de causa e efeito com base na sua necessidade de manter a autoestima em um nível elevado, nos responsabilizando por resultados positivos e nos afastando da responsabilidade quando os resultados são interpretados como negativos.